# طراحی اطلاعات
طراحی اطلاعات (انگلیسی: Information Design) از تکنیک‌های طراحی گرافیک و نمایش اطلاعات است، که با هدف افزایش کارایی در ارائه داده‌ها و درک سریع تر اطلاعات استفاده می‌شود. حوزه طراحی اطلاعات ارتباط نزدیکی با زمینه مصورسازی داده دارد و اغلب به عنوان بخشی از دوره‌های طراحی گرافیک تدریس می‌شود. طراحی اطلاعات استفاده از روش‌ها و رویکردهایی است که به‌منظور ارائه مؤثر و کارآمد داده‌ها مورد استفاده قرار می‌گیرد. این روش‌ها ضمن برخورداری از طراحی گرافیکی، می‌بایست قابلیت توضیح مفاهیم اطلاعاتی را نیز دارا باشند. طراحی اطلاعات از دهه ۱۹۷۰ به‌عنوان یک میان‌رشته تخصصی مورد توجه قرار گرفت که شامل مهارت‌هایی چون گرافیک، آمار، فناوری و مدیریت اطلاعات، بازاریابی، ادبیات و روانشناسی می‌باشد.